# Johann Athmstett

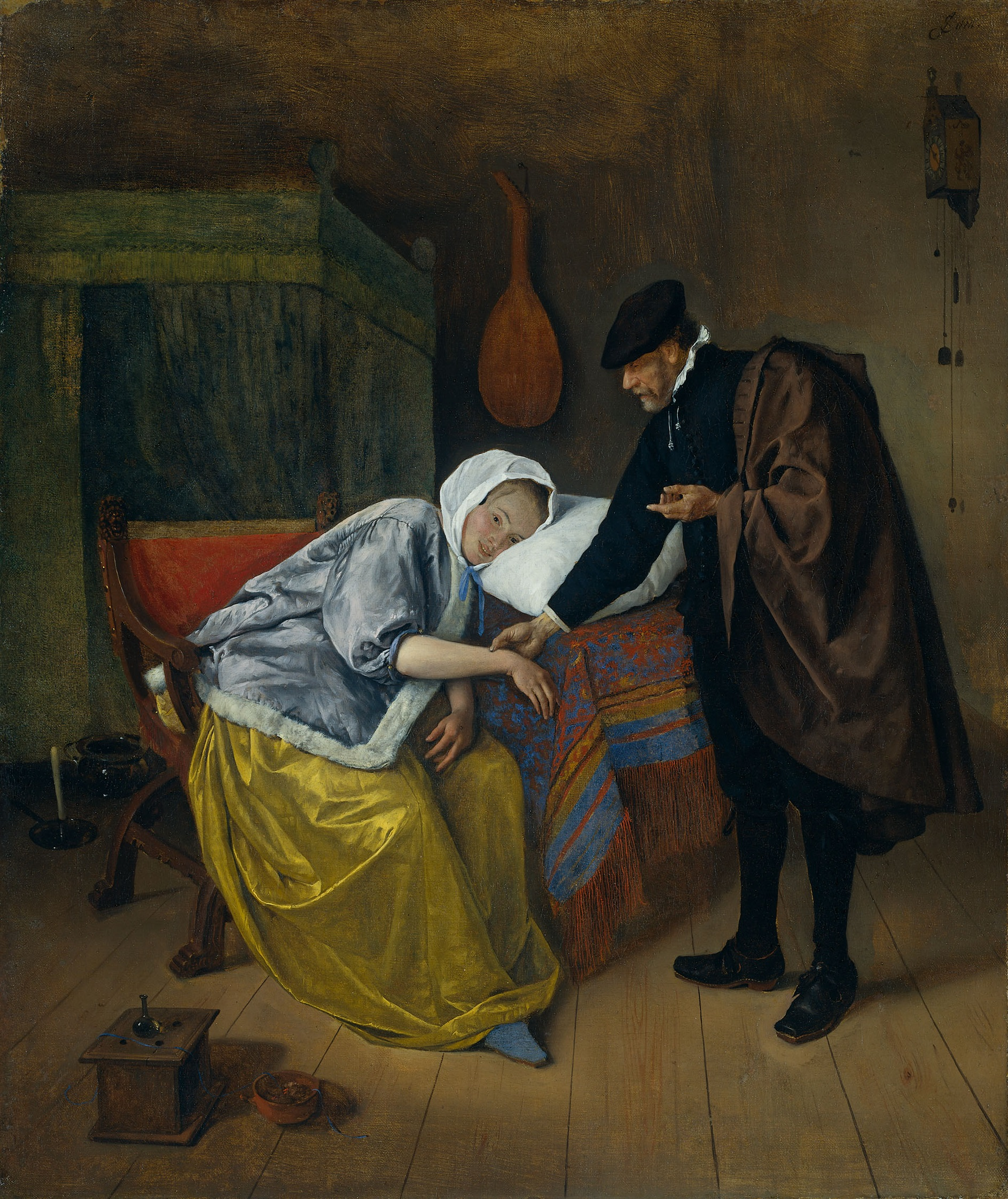
Die kranke Frau und der Arzt. Gemälde von Jan Steen, etwa 1663–1666. Rijksmuseum Amsterdam

Johann Athmstett von und zu Preuenshaimb (oder Pubenhaimb), geboren im 16. Jahrhundert, † nach 1616, war oberösterreichischer Landesphysikus, Medicus in Perg in Oberösterreich und auch Leibarzt von Kaiser Rudolf II. in Prag.

## Familie
Ursprung der Familie Athmstett ist das niederländische Friesland. In den Datenbanken kommt der Name auch in anderen Varianten vor: Athemstett, Attemstetter, Adamstett, Ademstett, Atemstett usw.
Ein Andreas Athmstett, geboren um 1528 (oder 1525) in Groningen in den heutigen Niederlanden, war ein erfolgreicher Goldschmied, Medailleur und Wachsbossierer, der sich nach langen Reisen durch Italien in Bayern ansiedelte: 1562 in München, 1565 in Friedberg, 1581 in Augsburg (Einbürgerung 28.9.1582). In Bayern musste er mit der Missgunst der bereits ansässigen Goldschmiede kämpfen. Seine Arbeiten für den herzoglichen und kaiserlichen Hof brachten ihm aber beachtlichen Erfolg. Andreas verstarb in Augsburg am 22. Oktober 1591. 1612 erschien ein Kupferstich mit seinem Bildnis, beschriftet „Andreas Athemstett im Alter von 65 Jahren.“ (übersetzt aus dem Latein).
Ehefrauen: Ursula de Vöß aus Köln (gestorben 1580?). Eine zweite Ehefrau ist fraglich. Kinder (soweit bekannt): Johann Athmstett, geboren in Friedberg in Bayern.
Achtung: Ein David Altenstetter, geboren um 1547 in Colmar im heutigen Frankreich, war ein weiterer erfolgreicher Goldschmied in Augsburg (Einbürgerung 1573). Monogramm „D.A.F(ecit)“. Er wurde um 1610 der Kammergoldschmied von Kaiser Rudolf II. Er starb August 1617 in Augsburg. Ehefrauen: ∞ 1573 Catharina Jeger aus Augsburg. ∞ 6. September 1600 Susanne Tressin. Kinder (soweit bekannt): Katharina. Sie heiratete am 26. November 1601 in die Augsburger Ärztefamilie Occo ein.
Die Goldschmiede Andreas Athmstett und David Altenstetter waren untereinander also nicht verwandt. Wegen des ähnlichen Namens wurden sie jedoch öfters verwechselt.

## Leben und Karriere
Johann Athmstett, geboren in Friedberg in Bayern, lebte zu einer Zeit des Aufbruchs aus dem Mittelalter in die Neuzeit. Ab 1577 Studium des artes (der Künste) in Ingolstadt, Abschluss Dr. art. et med. Dann 1583 Studium in Padua und Siena, 1584 Studium in Padua, 1588 Studium Bologna. Anschließend begab er sich in den Dienst bei Herzog Wilhelm in Bayern. Und dann gegen 1592 in den Dienst der oberösterreichischen Landstände als Medicus und Landschaftsphysikus (Amtsarzt). Die Oberösterreicher hatten ihm bessere Bezahlung (400 Taler jährlich) versprochen. Und bei seiner Bestellung wohl unter anderem gebeten, im unteren Mühlviertel in Perg sein Domicil zu nehmen.
Über einen Dienst am Prager Kaiserhof gibt es einen indirekten Hinweis: Am 19. Juni 1599 wurde Johann vom Kaiser Rudolf II. in den rittermäßigen Adelsstand von Preuenshaimb (oder Pubenhaimb) erhoben, mit dem Recht, auch ein Wappen zu führen. Am 1. September 1606 wurde Johann schließlich Leibarzt von Kaiser Rudolf II. in Prag und beneideter Angehöriger des Hofstaates. Er erhielt monatlich 50 fl. (Gulden) plus eine jährliche Zubuße 200 fl.
1610 am Prager Kaiserhof traf Johann neben Johannes Kepler auch auf den holländischen Erfindergeist Cornelis Jacobszoon Drebbel (* 1572, † 1633), der in seinem Buch een Kloeck Verstant u. a. auch über den Kaiser Rudolf II. und die Leibärzte berichtete. Damals waren die Alchemisten und Leibärzte des Kaisers sowie der anderen hochgestellten Personen ständig auf der Suche nach der ultimativen Medizin, nach dem Lebenselixier. 1611 wurde dazu das Leibärzteteam des Kaisers noch verstärkt, ab 1. August 1611 mit Wilhelm Major, ab 10. November 1611 mit Simon Perger.  Dieser Perger war vom Kaiser bereits 3.2.1610 in den Adelsstand erhoben worden, auch mit dem Recht ein Wappen zu führen.
Kaiser Rudolf II. starb am 20. Jänner 1612. Damit endete die Karriere von Johann Athmstett am Prager Kaiserhof.
In Perg in Oberösterreich besaß Johann Athmstett erheblichen Grundbesitz und zwei Freihäuser:
- Die Doctorische Behausung oder das Athmstettische Freihaus am Platz, heute linke Haushälfte (2 Fensterachsen) des Gasthofs zum Einhorn, Hauptplatz Nr. 5 und Nr. 6.
- Das Doktorhaus im Weyrgarten (etwa zwischen Lebingerstrasse und Mühlsteinstrasse) samt einem Gütl (heute Mühlsteinstrasse Nr. 19, Gehöft).

Das Privileg der Steuerfreiheit für seinen Perger Besitz hatte Johann Athmstett bereits 1605 von Rudolf II. zugesichert bekommen. 1607 bekam er noch die Erlaubnis, in seinem Haus in Perg Wein zu verkaufen.

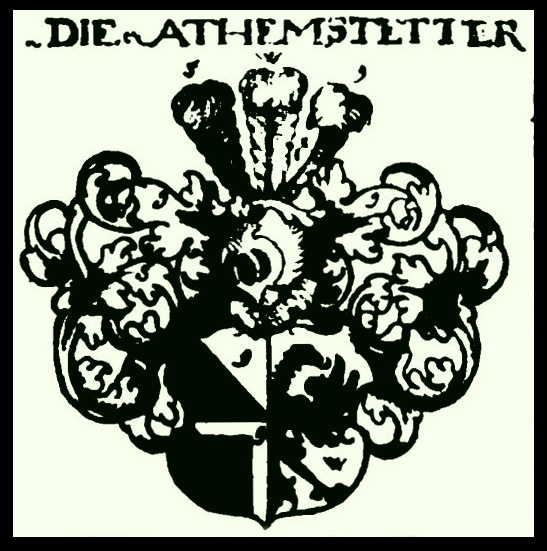
Wapppen Johann Athmstett
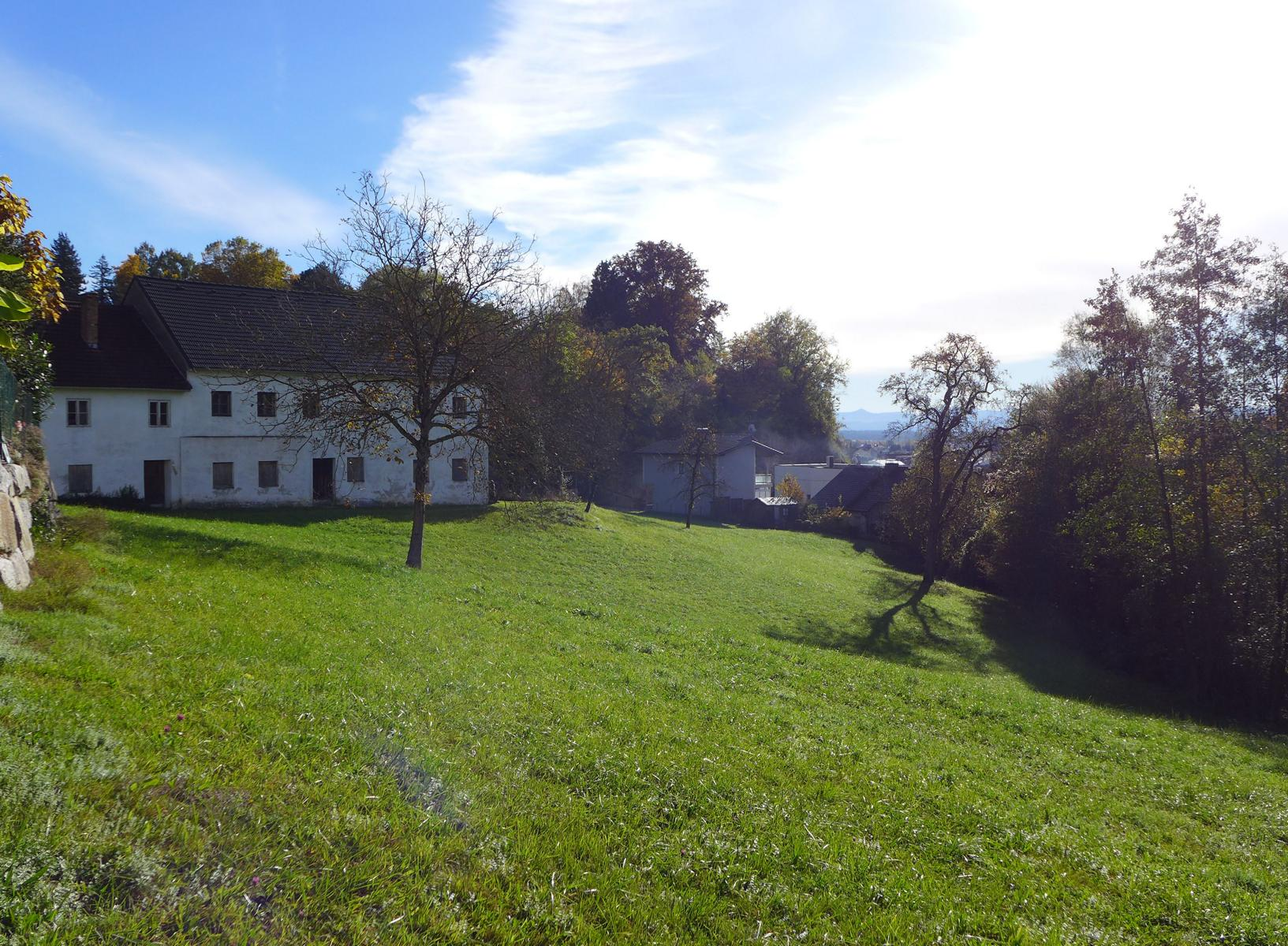
Im Weyergarten. Gehöft Mühlsteinstr. Nr. 19 (links).
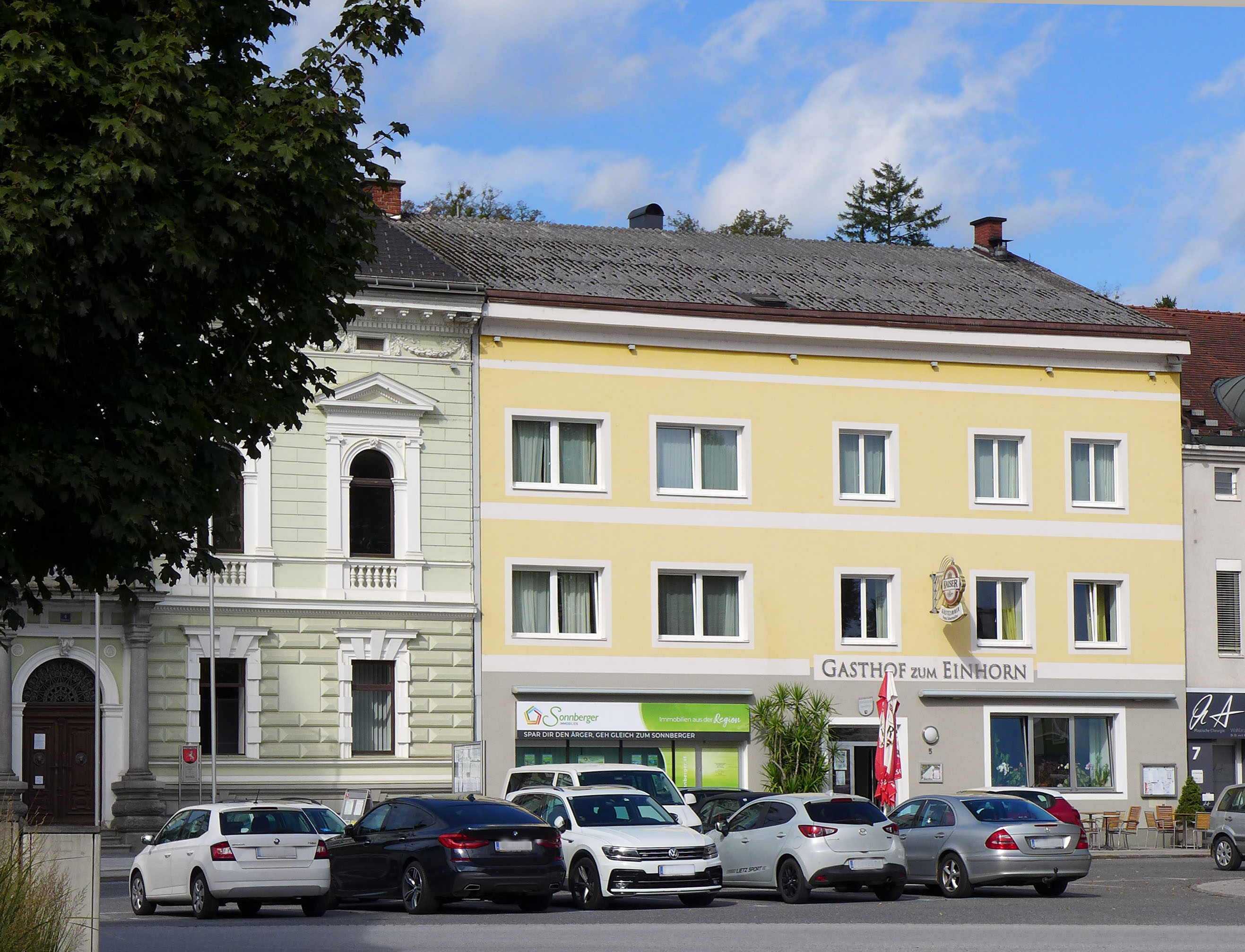
Haus Hauptplatz Nr. 5 (zwei Fensterachsen in Bildmitte). Ehemaliges Athmstettisches Freihaus.
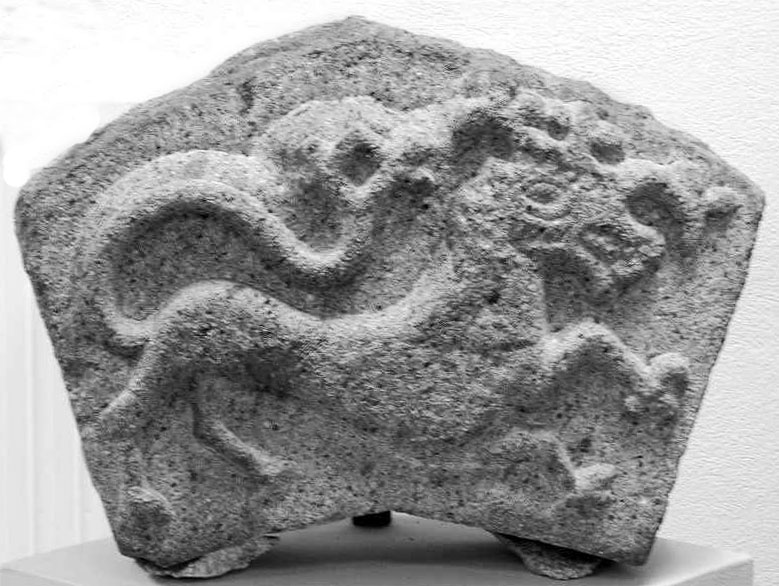
Haus Hauptplatz Nr. 6. Ehemaliger Torbogen. Fabeltier (Hirsch)

1616 verkauften Johann und Ehefrau Marie Athmstett ihren Besitz an Johann Georg und Anna Sebisch (latinisiert Sebizius). Dieser Sebisch war 1611 bis 1625 Lehensnehmer vom Schloss Innernstein nahe Perg. Sein Namensverwandter Andreas Sebisch war wie Johann Athmstett ein oberösterreichischer Landschaftsmedikus gewesen. Von Dr. art. et med. Johann Athmstett von und zu Preuenshaimb (oder Pubenhaim) und Ehefrau Marie verloren sich daraufhin weitere Nachrichten. Den ehemaligen Perger Athmstett-Besitz erwarb 1624 der Markt Perg.